# Game.com
Il Game.com (scritto tutto minuscolo nel logo, pronunciato omettendo il punto) è una console portatile monocromatica prodotta e distribuita da Tiger Electronics nel settembre 1997.
Anche se dedicato a un target più adulto, con lo stile sportivo del PDA (caratteristiche e funzioni come touch screen e stilo) la Tiger sperava che avrebbe rivaleggiato con il Game Boy della Nintendo. Diversamente da altre console portatili, le prime console Game.com includono due slot per le cartucce di gioco o un modem da 14,4 kbps, anche se i modelli successivi furono convertiti allo standard industriale dello slot singolo.

## Storia
I titoli pubblicati al lancio della Game.com includono Indy 500, Duke Nukem 3D e Mortal Kombat Trilogy, oltre che Lights Out che era incluso nel sistema. La Tiger produsse anche gli equivalenti di molte periferiche del Game Boy, come il cavo seriale compete.com che permette ai giocatori di connettere le proprie console per giocare in multigiocatore o scambiare i punteggi migliori. Furono resi disponibili anche accessori firmati come adattatore AC, cuffiette e custodia da trasporto.
Tuttavia, molte delle caratteristiche esclusive del Game.com avevano funzionalità limitata. Il touch screen ha una bassa risoluzione del sensore, così che era difficile usarlo per precisi input nei giochi e pochi giocatori fecero uso della funzione di rubrica del PDA. Inoltre, come in molti dispositivi portatili dell'epoca, la memoria dei dati dipende completamente da una batteria a bottone, il difetto della quale avrebbe comportato la perdita irrevocabile di ogni informazione o indirizzo memorizzato nel Game.com.
La Tiger fallì il tentativo di catturare l'interesse dei consumatori più adulti. Mentre furono capaci di ottenere le licenze di giochi come Mortal Kombat, Duke Nukem 3D e Resident Evil, pochi di questi titoli furono venduti in quantità importanti. Lo sviluppo dei giochi, persino di quelli su licenza, era fatto internamente: questo approccio comportava alcuni problemi, quale ad esempio la non completa disponibilità dei SDK originali.

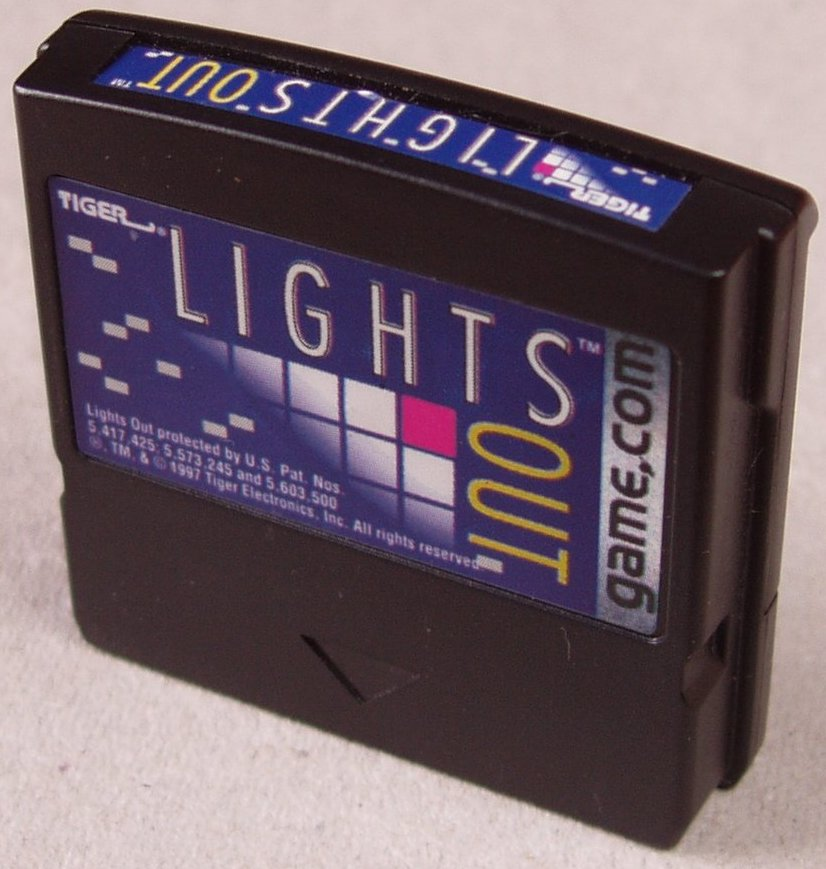
Cartuccia di un gioco

All'epoca la piattaforma venne quasi completamente ignorata dalla stampa specializzata. La Tiger utilizzò anche un marketing insultante, comprendente slogan mal concepiti quali, "It plays more games than you slackers have brain cells" ("Ha più giochi di quante cellule cerebrali abbiate voi fannulloni").
Nel tentativo di rivitalizzare il suo fallimentare sistema, la Tiger pubblicò successivamente il Game.com Pocket Pro, una versione più sottile del Game.com. Esso dispone di schermo retroilluminato, e richiede solo due pile stilo (rispetto alle quattro dell'originale), ma rinunciò allo slot addizionale per le cartucce. Una revisione successiva del Pocket Pro fu disponibile in quattro colori traslucidi (verde, blu, rosa e viola) ma è priva di retroilluminazione.
Questa riedizione godette di un successo molto limitato, e la console venne eliminata nel 2000, assieme al suo Internet Service Provider esclusivo. Molti dei suoi problemi furono dovuti a una scarsa varietà (solo 20 giochi), una povera distribuzione e un marketing scadente. Soprattutto il suo schermo, come quello del Game Boy originale, soffrì per un refresh estremamente lento (noto come "ghosting"), che danneggia in particolare i giochi dall'alto ritmo di cui la Tiger aveva cercato la licenza.
Quando il Game.com uscì di produzione, nessun'altra console portatile dotata di touchscreen venne più fabbricata fino all'uscita del Nintendo DS.

## Caratteristiche Internet

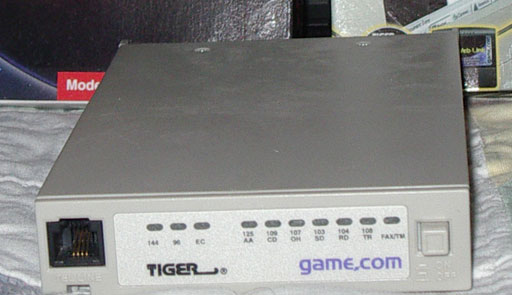
Cartucce internet e modem di Game.com

Usare Game.com con il modem era scomodo. L'utente doveva inserire il modem Game.com in uno degli slot per le cartucce dell'unità di gioco, connettere Game.com alla presa telefonica, e connettersi all'esclusivo (e abbastanza oneroso) ISP di Game.com. Da lì, l'utente poteva caricare i punteggi salvati, o controllare l'e-mail e navigare il web se possedeva la cartuccia Internet (venduta separatamente dal modem). Le istruzioni riportate sul manuale e sul sito della Tiger (ora chiuso) erano errate, quindi l'accesso a Internet era comunque difficoltoso, e per riuscirci si era costretti a procedere per tentativi.
L'accesso al web era solo testuale, e le successive versioni a singola cartuccia di Game.com non potevano affatto accedere al web o spedire e-mail. Nessun gioco prevede una modalità online per sfidare altre persone, si potevano solamente caricare i punteggi più alti. La quota mensile da pagare, la necessità di due periferiche extra, e il fatto che le impostazioni erano estremamente confuse, fece sì che solo una piccola percentuale dei pochi possessori di Game.com si iscrivessero al servizio Internet di Game.com, che sopravvisse appena fino alla cancellazione del PDA stesso.

## Specifiche tecniche
| Misure sistema originale | 7.5"L x 4.25"W x .75"D |
| Chip del processore      | Sharp sm8521 8-Bit CPU |
| Specifiche dello schermo | 3.9 pollici quadrati, touch screen a griglia 13 x 10. Risoluzione 200 x 160                                                                                         |
| Sistema di colore        | Bianco e nero, con 4 livelli di grigio |
| Suono/Musica             | Mono, speaker singolo, localizzato nell'angolo superiore sinistro                                                                                                   |
| Fonte di alimentazione   | 4 batterie AA (2 batterie AA nella versione Pocket e Pocket Pro) o adattatore AC                                                                                    |
| Porte                    | Porta Serial Comm per il cavo Compete.com; 3.5 mm audio in jack per le cuffie; DC9V in (adattatore AC); 2 slot cartuccia (1 nella versione Pocket e Pocket Pro)     |
| Tasti                    | Power (On/Off); Action (A, B, C, D); 3 Function (Menu, Suono, Pausa); 1 pad direzionale a 8 direzioni; Volume; Contrasto; Reset (sulla parte inferiore del sistema) |

## Videogiochi

### Pubblicati
I giochi pubblicati furono soltanto 20. Secondo la rivista Retro Gamer, i pochi degni di nota sono Frogger, Henry, Mortal Kombat Trilogy, Resident Evil 2 e Lights Out.
- Batman and Robin
- Centipede
- Duke Nukem 3D
- Fighters Megamix
- Frogger
- Henry
- Indy 500
- Jeopardy!
- Lights Out (distribuito assieme ai Game.com e mai venduto separatamente)
- The Lost World: Jurassic Park
- Monopoly
- Mortal Kombat Trilogy
- Quiz Whiz: Cyber Trivia
- Resident Evil 2
- Scrabble
- Sonic Jam
- Tiger Casino
- Wheel of Fortune
- Wheel of Fortune 2
- Williams Arcade Classics

Furono venduti anche accessori per la connessione per Game.com, incluso "Internet di Game.com" e "Tiger Web Link".

### Titoli annullati
- A Bug's Life
- Castlevania: Symphony of the Night
- Command and Conquer: Red Alert
- Deer Hunter
- Furbyland
- GigaPets Deluxe
- Godzilla
- Holyfield Boxing
- Madden Football '99
- Metal Gear Solid
- Mulligan's Golf Challenge
- Mutoids
- Name That Tune
- NASCAR Racing
- NBA Hangtime
- NBA Live '99
- Pocket Fisherman
- The Price is Right
- Rugrats
- Small Soldiers
- Turok: Dinosaur Hunter
- WCW Wrestling
- The X-Files

Inoltre, un innominato (e non annunciato) gioco di ruolo può essere visto in uno degli spot commerciali di Game.com.